# بخش بتل پلین، شهرستان راک، مینه سوتا
بخش بتل پلین (به انگلیسی: Battle Plain Township) یک منطقهٔ مسکونی در ایالات متحده آمریکا است که در شهرستان راک، مینه‌سوتا واقع شده‌است.
 بخش بتل پلین ۹۴٫۱ کیلومتر مربع مساحت و ۲۳۳ نفر جمعیت دارد و ۴۶۵ متر بالاتر از سطح دریا واقع شده‌است.